# لرزش هارلم
لرزش هارلم(به انگلیسی: Harlem Shake) یا تقلید رقص هارلم، یک میم اینترنتی است که از طریق یوتیوب در فوریه ۲۰۱۳ درفضای مجازی گسترش یافته، و گفتگوهای روانشناختی و اجتماعی بسیاری پیرامون آن صورت گرفته‌است.

## آغاز
آغاز ماجرا با بارگذاری فیلم ویدیوئی توسط پنج نوجوان اهل کوئینزلند در یوتیوب در ابتدای ماه فوریه ۲۰۱۳ همراه بود. این جوانان حرکات رقص گونه‌ای با آهنگ قدیمی Harlem Shake انجام می‌دادند ونام آن را Sunny Coast Skate گذاشته بودند. به‌تدریج گروه‌های زیادی شروع به انجام حرکات و ضبط و بارگذاری آن در یوتیوب نمودند به‌طوری‌که در عرض چند روز هزاران فیلم یوتیوب در فضای مجازی پخش گردید.

## فیلم‌ها
حرکات انجام شده هیچگونه شباهتی به رقص کلاسیک و قدیمی Harlem Shake نداشته و این فیلم که توسط پنج نوجوان استرالیایی ساخته شده بمدت ۳۰ ثانیه بوده که ابتدا یکنفر به تنهایی مشغول حرکات رقص-گونه شده و دیگران به او می‌پیوندند.در فیلم‌های مشابه نیز اکثراً همین روال حفظ شده و نکته قابل توجه اینست که هر کدام از رقصندگان به روش خود و بدون توجه به دیگران حرکات خود را انجام می‌دهند.
ساخت و بارگذاری این نوع فیلم‌ها بسرعت در اینترنت رو به فزونی نهاد به‌طوری‌که تا۱۱ فوریه روزانه بیش از ۱۲۰۰۰ نوع مختلف از آن‌ها در یوتیوب بارگذاری میشد و در ۱۵ فوریه به روزانه ۴۰۰۰۰ مورد، و تعداد بازبینی آن در یوتیوب به ۱۷۵ میلیون بیننده رسید.

## واکنش‌ها
در حالی که بسیاری از منتقدین آن را با گانگنام استایل مقایسه می‌کنند، ولی مجله فوربز می نویسد این فیلم‌ها بیش از یک میم معمولی بوده و گسترش عمومی داشته و انواع مختلفی را شامل می‌شود. همچنین لس‌آنجلس تایمز پیشرفت آن را به ارائه نوع جدیدی از میم و نیز پذیرش آن از طرف گروه‌های سنی مختلف مربوط کرد.
اظهار نظرها مختلفی نیز در واشینگتن پست، مجله بیلبورد و برنامه امروز کانال ان‌بی‌سی در مورد آن صورت گرفته‌است.
دنیاگیر شدن آن حتی به مدارس تونس رسیده و مقامات دولتی قادر به کنترل آن نیستند.